# 山花秀雄
山花 秀雄（やまはな ひでお、1904年3月22日 - 1987年2月8日）は、日本の政治家。
衆議院議員(9期)、参議院議員(1期)。日本社会党に所属し、国会対策委員長など党要職を歴任した。日本社会党委員長となった山花貞夫は息子、立憲民主党所属の衆議院議員山花郁夫は孫。

## 生涯
1921年、高等小学校卒の労働者として友愛会傘下の神戸合同労働組合に加入し労働運動に身を投じる。1924年に東京合同労働組合に移る。1926年、労働農民党に入る。以後、日本労働組合全国評議会（全評）、全国労農大衆党、社会大衆党などに参加し、一貫して戦前の労働運動・無産政党活動の道を歩む。
1936年、二・二六事件発生により戒厳令が敷かれ禁止されたメーデーを全評幹部個人名義で実施指令を発し検束拘置される。
1937年3月、東京市会選挙に本所区から立候補するも落選。日本無産党中央執行委員となる。
1937年12月、人民戦線事件で検挙・投獄される。
1945年、日本社会党結成に参加。1946年6月、衆議院東京2区再選挙に日本社会党から出馬し落選するが、8月に繰上で初当選。同年、日本労働組合総同盟（総同盟）結成に参加し、第1回全国大会で中央委員に就任。
1948年、総同盟副会長、全国化学産業労働組合同盟会長に就任。1949年、総選挙で落選、翌1950年の参議院議員選挙に全国区から出馬し当選。同年7月の総評結成に参加。
1951年、社会党の分裂により、左派社会党に所属。1952年、参議院議員を辞職し、第25回衆議院議員総選挙に出馬して当選し衆議院に復帰、以後1969年の第32回衆議院議員総選挙に落選するまで連続して衆議院議員。
1955年10月、社会党再統一に参加。1966年、佐々木更三委員長の下で党国会対策委員長に就任。1967年、佐々木委員長の辞任で国対委員長を退任。1967年、勝間田清一委員長の下で党中央執行副委員長に就任。
1968年7月、参院選で社会党が惨敗した事で勝間田委員長が辞任し、新たに選出された成田知巳委員長の下で副委員長に留任。1969年12月、衆院選に落選、党副委員長を退任。政界引退して地盤を息子の山花貞夫に譲る。
墓所は東京都八王子市の上川霊園。

## 人物
新東京国際空港（現・成田国際空港）の一坪共有地の名義人の1人であった。

## 著作
- 『山花秀雄回顧録―激流に抗して六〇年』日本社会党中央本部機関紙局、1979年6月